# Liga Mayor 1949-50
La Temporada 1949-50 fue la edición VII del campeonato de la Liga Mayor en la denominada "época profesional" del fútbol mexicano; Comenzó el 9 de octubre y finalizó el 21 de mayo.
El torneo se desarrolló a partidos de visita recíproca por lo que cada club jugó 26 partidos, donde a la postre salió campeón el Veracruz que contra todo el pronóstico fue el monarca por segunda vez, ni con la sensible perdida del defensa escualo Miguel Ángel Velázquez y la lesión de su arquero titular Ángel "ranchero" Torres, que sufrieron ambos un accidente automovilístico cuando regresaban de la CD de México al Puerto tras participar en un encuentro contra River Plate en el estadio olímpico de los insurgentes. El subcampeón Atlante se quedó a 6 puntos.

## Sistema de competencia
Los ocho participantes disputan el campeonato bajo un sistema de liga, es decir, todos contra todos a visita recíproca; con un criterio de puntuación que otorga dos unidades por victoria, una por empate y cero por derrota. El campeón sería el club que al finalizar el torneo haya obtenido la mayor cantidad de puntos, y por ende se ubique en el primer lugar de la clasificación. 
En caso de concluir el certamen con dos equipos empatados en el primer lugar, se procedería a un partido de desempate entre ambos conjuntos en una cancha neutral predeterminada al inicio del torneo; de terminar en empate dicho duelo, se realizará uno extra, y de persistir la igualdad en este, se alargaría a la disputa de dos tiempos extras de 30 minutos cada uno, y posteriormente a un nuevo encuentro hasta que se produjera un ganador.
En caso de que el empate en el primer lugar fuese entre más de dos equipos, se realizaría una ronda de partidos entre los involucrados, con los mismos criterios de puntuación, declarando campeón a quien liderada esta fase al final.
Para el resto de las posiciones que no estaban involucradas con la disputa del título, su ubicación, en caso de empate, se definía por medio del criterio de gol average o promedio de goles, y se calculaba dividiendo el número de goles anotados entre los recibidos.

## Equipos participantes

### Equipos por entidad federativa
En la temporada 1949-1950 jugaron 14 equipos que se distribuían de la siguiente forma:
| Oro Atlas Guadalajara León San Sebastián España Puebla Veracruz Moctezuma América Atlante Marte Asturias Tampico | \| Entidad Federativa \| N.º \| Equipos \| \| ------------------ \| --- \| ----------------------------------------- \| \| Distrito Federal \| 5 \| América, Asturias, Atlante, España, Marte \| \| Jalisco \| 3 \| Atlas, Oro y Guadalajara \| \| Guanajuato \| 2 \| León y San Sebastián \| \| Veracruz \| 2 \| Moctezuma y Veracruz \| \| Puebla \| 1 \| Puebla \| \| Tamaulipas \| 1 \| Tampico \| |                                           |
| Entidad Federativa                                                                                               | N.º | Equipos                                   |
| Distrito Federal                                                                                                 | 5 | América, Asturias, Atlante, España, Marte |
| Jalisco | 3 | Atlas, Oro y Guadalajara                  |
| Guanajuato | 2 | León y San Sebastián                      |
| Veracruz | 2 | Moctezuma y Veracruz                      |
| Puebla | 1 | Puebla                                    |
| Tamaulipas | 1 | Tampico                                   |

### Información de los equipos participantes
| \| Equipo \| Sede \| Estadio \| En Primera desde... \| \| ------------------- \| -------------------- \| ---------------------------- \| ------------------- \| \| América (AME) \| Ciudad de México \| Ciudad de los Deportes \| 1943 \| \| Asturias (AST) \| Ciudad de México \| Parque Asturias \| 1943 \| \| Atlante (ATT) \| Ciudad de México \| Ciudad de los Deportes \| 1943 \| \| Atlas (ATL) \| Guadalajara, Jalisco \| Parque Oblatos \| 1943 \| \| España (ESP) \| Ciudad de México \| Parque Asturias \| 1943 \| \| Guadalajara (GDL) \| Guadalajara, Jalisco \| Parque Oblatos \| 1943 \| \| León (LEO) \| León, Guanajuato \| Enrique Fernández Martínez \| 1944 \| \| Marte (MAR) \| Ciudad de México \| Ciudad de los Deportes \| 1943 \| \| Moctezuma (MOC) \| Orizaba, Veracruz \| Moctezuma \| 1943 \| \| Oro (ORO) \| Guadalajara, Jalisco \| Parque Oblatos \| 1944 \| \| Puebla (PUE) \| Puebla, Puebla \| Parque El Mirador \| 1944 \| \| San Sebastián (SST) \| León, Guanajuato \| La Martinica \| 1945 \| \| Tampico (TAM) \| Tampico, Tamaulipas \| Tampico \| 1945 \| \| Veracruz (VER) \| Veracruz, Veracruz \| Parque Deportivo Veracruzano \| 1943 \| |                      |                              |                     |
| Equipo | Sede                 | Estadio                      | En Primera desde... |
| América (AME) | Ciudad de México     | Ciudad de los Deportes       | 1943                |
| Asturias (AST) | Ciudad de México     | Parque Asturias              | 1943                |
| Atlante (ATT) | Ciudad de México     | Ciudad de los Deportes       | 1943                |
| Atlas (ATL) | Guadalajara, Jalisco | Parque Oblatos               | 1943                |
| España (ESP) | Ciudad de México     | Parque Asturias              | 1943                |
| Guadalajara (GDL) | Guadalajara, Jalisco | Parque Oblatos               | 1943                |
| León (LEO) | León, Guanajuato     | Enrique Fernández Martínez   | 1944                |
| Marte (MAR) | Ciudad de México     | Ciudad de los Deportes       | 1943                |
| Moctezuma (MOC) | Orizaba, Veracruz    | Moctezuma                    | 1943                |
| Oro (ORO) | Guadalajara, Jalisco | Parque Oblatos               | 1944                |
| Puebla (PUE) | Puebla, Puebla       | Parque El Mirador            | 1944                |
| San Sebastián (SST) | León, Guanajuato     | La Martinica                 | 1945                |
| Tampico (TAM) | Tampico, Tamaulipas  | Tampico                      | 1945                |
| Veracruz (VER) | Veracruz, Veracruz   | Parque Deportivo Veracruzano | 1943                |

## Clasificación final
| Pos. | Equipo        | Pts. | PJ | G  | E | P  | GF | GC | Dif. |         |
| ---- | ------------- | ---- | -- | -- | - | -- | -- | -- | ---- | ------- |
| 1    | Veracruz (C)  | 39   | 26 | 16 | 7 | 3  | 78 | 43 | +35  | Campeón |
| 2    | Atlante       | 33   | 26 | 13 | 7 | 6  | 59 | 43 | +16  |         |
| 3    | León          | 31   | 26 | 13 | 5 | 8  | 54 | 35 | +19  |         |
| 4    | Real España   | 30   | 26 | 13 | 4 | 9  | 54 | 48 | +6   |         |
| 5    | Asturias      | 28   | 26 | 11 | 6 | 9  | 50 | 49 | +1   |         |
| 6    | Atlas         | 26   | 26 | 10 | 6 | 10 | 49 | 46 | +3   |         |
| 7    | Puebla        | 25   | 26 | 11 | 3 | 12 | 51 | 54 | −3   |         |
| 8    | América       | 25   | 26 | 9  | 7 | 10 | 49 | 54 | −5   |         |
| 9    | Marte         | 25   | 26 | 10 | 5 | 11 | 52 | 62 | −10  |         |
| 10   | Tampico       | 24   | 26 | 8  | 8 | 10 | 43 | 47 | −4   |         |
| 11   | Oro           | 23   | 26 | 8  | 7 | 11 | 64 | 72 | −8   |         |
| 12   | Guadalajara   | 22   | 26 | 7  | 8 | 11 | 47 | 57 | −10  |         |
| 13   | Moctezuma     | 17   | 26 | 5  | 7 | 14 | 43 | 65 | −22  |         |
| 14   | San Sebastián | 16   | 22 | 5  | 6 | 11 | 41 | 59 | −18  |         |

 Fuente: RSSSF

### Resultados
| Local \ Visitante | AME | AST | ATT | ATL | ESP | GUA | LEO | MAR | MOC | ORO | PUE | SAS | TAM | VER |
| ----------------- | --- | --- | --- | --- | --- | --- | --- | --- | --- | --- | --- | --- | --- | --- |
| América           | —   | 2–2 | 3–2 | 3–1 | 1–4 | 2–2 | 0–1 | 2–1 | 5–3 | 3–3 | 2–1 | 2–2 | 1–3 | 4–3 |
| Asturias          | 2–1 | —   | 1–0 | 3–3 | 1–2 | 1–5 | 3–1 | 0–2 | 4–2 | 4–0 | 0–2 | 3–1 | 2–1 | 2–2 |
| Atlante           | 4–1 | 2–3 | —   | 4–1 | 2–2 | 2–0 | 3–2 | 4–1 | 4–3 | 3–4 | 5–1 | 2–0 | 1–1 | 2–2 |
| Atlas             | 3–2 | 1–1 | 1–2 | —   | 3–2 | 1–2 | 2–1 | 1–2 | 6–1 | 0–1 | 2–1 | 4–1 | 1–2 | 1–3 |
| España            | 0–2 | 0–4 | 4–2 | 0–2 | —   | 6–1 | 2–1 | 1–0 | 2–0 | 5–3 | 2–0 | 2–0 | 2–1 | 1–4 |
| Guadalajara       | 2–1 | 4–1 | 0–0 | 1–2 | 2–2 | —   | 0–3 | 3–3 | 1–1 | 1–0 | 6–4 | 2–2 | 1–0 | 3–3 |
| León              | 1–1 | 1–0 | 2–2 | 0–1 | 2–1 | 4–3 | —   | 4–0 | 4–0 | 2–1 | 2–3 | 4–0 | 3–1 | 0–0 |
| Marte             | 2–1 | 2–2 | 0–2 | 6–4 | 1–1 | 4–0 | 2–3 | —   | 2–1 | 3–3 | 3–4 | 4–3 | 2–3 | 4–1 |
| Moctezuma         | 2–3 | 3–1 | 1–1 | 2–2 | 2–4 | 3–3 | 2–2 | 4–2 | —   | 3–4 | 2–2 | 2–1 | 3–1 | 0–2 |
| Oro               | 2–2 | 2–3 | 2–2 | 1–3 | 2–4 | 2–0 | 2–5 | 6–2 | 3–1 | —   | 2–3 | 4–3 | 4–4 | 6–4 |
| Puebla            | 4–1 | 2–3 | 1–2 | 3–2 | 4–0 | 3–1 | 1–0 | 0–1 | 1–0 | 2–2 | —   | 3–1 | 2–2 | 3–5 |
| San Sebastián     | 1–2 | 2–0 | 2–3 | 0–0 | 2–2 | 2–1 | 0–3 | 1–1 | 0–0 | 5–2 | 2–0 | —   | 2–3 | 2–4 |
| Tampico           | 1–1 | 3–3 | 1–3 | 2–2 | 2–0 | 2–1 | 2–2 | 0–1 | 0–1 | 3–1 | 2–0 | 2–5 | —   | 1–1 |
| Veracruz          | 2–1 | 3–1 | 4–0 | 0–0 | 4–3 | 3–2 | 3–1 | 8–1 | 5–1 | 2–2 | 4–1 | 4–1 | 2–0 | —   |

*El equipo de la línea vertical hace de local.

## Finales de Copa y Campeón de Campeones
| Local    | Resultado | Visita |
| -------- | --------- | ------ |
| Veracruz | 1-3       | Atlas  |
| Veracruz | 1-3       | Atlas  |

|                             |
| Veracruz Campeón 2° título. |

## Datos Anécdoticos
Tres clubes de los fundádores de la época profesional juegan su última temporada y se retiran por diferentes motivos administrativos siendo estos, Asturias, España y Moctezuma.
También al concluir el certamen un hombre referente del Puebla, Ricardo 'Changa' Álvarez anúncia su salida del club para fichar por el Veracruz. 
Álvarez dejó un récord de máximo goleador franquicia del Puebla con 87 goles en 115 juegos jugados por 5 años de estancia con el conjunto de la angelopolis.

## Máximos goleadores
| Nombre                    | Club          | Goles |
| ------------------------- | ------------- | ----- |
| Julio 'Aparicio' Ayllón   | Veracruz      | 30    |
| Adalberto López           | León          | 29    |
| Ricardo 'Changa' Álvarez  | Puebla        | 21    |
| Raymundo 'Pelón' González | Oro           | 19    |
| Luis Quintero             | Moctezuma     | 18    |
| Raúl Altube               | Tampico       | 17    |
| Norberto Rozas            | Atlante       | 15    |
| Francisco Rivas           | San Sebastián | 15    |
| Max Prieto                | Guadalajara   | 14    |
| Mario Pérez               | Marte         | 14    |
| José Naranjo              | Oro           | 13    |
| Guillermo García Vélez    | España        | 12    |
| Luis 'Pirata' Fuente      | Veracruz      | 12    |
| Grimaldo González         | Veracruz      | 12    |
| Leonardo Navarro          | Atlante       | 12    |

Fuente: RSSSF